# 브리옹 (앵주)
브리옹 (Brion)은 프랑스 오베르뉴론알프 앵주의 코뮌이다. 마을 이름은 숲을 뜻하는 라틴어 단어 'Bria'에서 유래하였으며 1090년에 지어진 성 유적이 남아 있다.

## 역사
11세기 문헌에 콜리니 영주가 이곳에 성을 지어 살았다는 기록이 전해지고 있다.
1845년 3월 25일에는 제오레시아 코뮌이 분리 신설되었다.

## 인구
| 연도 | 인구 | ±%    |
| ---- | ---- | ----- |
| 2006 | 511  | —     |
| 2007 | 511  | +0.0% |
| 2008 | 506  | −1.0% |
| 2009 | 511  | +1.0% |
| 2010 | 517  | +1.2% |
| 2011 | 522  | +1.0% |
| 2012 | 517  | −1.0% |
| 2013 | 514  | −0.6% |
| 2014 | 514  | +0.0% |
| 2015 | 515  | +0.2% |
| 2016 | 515  | +0.0% |

## 같이 보기
- 앵 주의 코뮌 목록